# IC 4805
IC 4805 ist eine Spiralgalaxie vom Hubble-Typ Sa im Sternbild Pfau am Südsternhimmel. Sie ist schätzungsweise 195 Millionen Lichtjahre von der Milchstraße entfernt und hat einen Durchmesser von etwa 75.000 Lichtjahren.

Das Objekt wurde am 13. August 1901 von DeLisle Stewart.